# 安倍興氏
安倍 興氏（あべ の おきうじ、生没年不詳）は、平安時代前期の貴族。姓は朝臣。官位は従五位下・薩摩守。

## 経歴
清和朝の貞観3年（861年）上野国で発生した神人継道による布師貞の殺害事件を推断するために、治部少丞として同国に派遣される。治部大丞に昇任後、貞観9年（867年）従五位下に叙爵し、貞観11年（869年）薩摩守として地方官に転じた。

## 官歴
『日本三代実録』による。
- 時期不詳：正六位上
- 貞観3年（861年） 10月28日：見治部少丞
- 時期不詳：治部大丞
- 貞観9年（867年） 正月7日：従五位下
- 貞観11年（869年） 正月13日：薩摩守